# Эльский, Владимир Никандрович
Влади́мир Ника́ндрович Э́льский (2 августа 1918 года, Варнавин, Костромская губерния — 8 апреля 1982 года, Кирово-Чепецк, Кировская область) — инженер-химик, организатор химического производства, дважды лауреат Сталинской премии второй степени, лауреат Ленинской премии.

## Биография

### Происхождение, образование, работа на заводе «Рулон»
Родился в городе Варнавине Костромской губернии (ныне — посёлок городского типа Варнавино в Нижегородской области) в семье служащего. Отец, Никандр Васильевич Крупкин, 1898 года рождения, был выходцем из Семёновского уезда Нижегородской губернии. Мать, Мария Михайловна Гвай, 1894 года рождения, была учительницей. Фамилию «Эльский» Никандр Васильевич принял в 1919 или в 1920 году после разрыва отношений с родными, не одобрившими его брак.
Владимир окончил школу с золотой медалью. В апреле 1941 года, после завершения учёбы в Горьковском индустриальном институте, получил распределение в город Дзержинск на завод 148, где прошёл путь от мастера смены до начальника пусковых цехов. В годы войны завод, получивший вскоре название «Рулон», обеспечивал советскую авиацию «прозрачной бронёй» — бронестеклом, представлявшим собой слоистую композицию с внешним слоем из закалённого стекла (сталинита), и внутренним слоем из оргстекла. В послевоенное время на опытно-промышленных установках завода впервые в стране стали получать фтористый водород, фторорганические продукты — фреон-12 и фреон-11. Было организовано опытное производство гексафторида урана, необходимого для последующего обогащения урана.

### Начало работы наКЧХК
В 1949 году В. Н. Эльского командируют в Кировскую область, на расположенный в рабочем посёлке Кирово-Чепецком завод 752 (приказом от 31 января 1966 года для предприятия было введено наименование «Кирово-Чепецкий химический завод»), где создавалось первое в СССР промышленное производство освоенных ранее на заводе в Дзержинске в опытно-промышленном масштабе продуктов — шестифтористого урана и фторорганических соединений. Владимир Никандрович был назначен сначала руководителем производственно-технического отдела (ПТО), затем — начальником цеха № 2. Первая промышленная партия являющегося неотъемлемой частью создания «советской атомной бомбы» гексафторида урана была выпущена 19 декабря 1949 года.
В 1951 году Владимир Никандрович стал членом ВКП(б). В последующем неоднократно избирался членом Кирово-Чепецкого горкома КПСС.
21 января 1951 года вышло Постановление СМ СССР о строительстве на заводе 752 производства обогащённого лития-6 (6Li), необходимого для получения дейтерида лития-6 6LiD (или 6Li2H), являющегося основным компонентом термоядерного оружия. 16 июля 1951 года директор завода Я. Ф. Терещенко в отчёте министерству подтвердил получение проектной документации, вскоре был утверждён штат нового цеха (№ 49), который с 5 октября 1953 года возглавил Владимир Никандрович. Параллельно со строительством группа учёных и проектировщиков проводила теоретическое обучение инженерно-технических работников цеха.
В ходе работ по созданию производства энергозатратный способ получения изотопа с использованием множества ступеней (электролизёров), требовавший большого числа циклов (включая ручные операции), повторяемых на большом количестве аппаратов, был заменён многоступенчатым процессом в одном агрегате. Акт о приёмке цеха в эксплуатацию был утверждён министром химической промышленности СССР С. М. Тихомировым 17 сентября 1952 года. Результаты освоения производства с выходом на концентрацию продукта в 25 % были рассмотрены 12 марта 1953 года на совещании в ПГУ при СМ СССР, где была поставлена задача достижения 40-процентной концентрации ко второму кварталу 1953 года. После испытания 12 августа 1953 года водородной бомбы (устройства РДС-6с), в условиях гонки по наращиванию термоядерного потенциала требовалось значительное увеличение выпуска освоенного продукта. Решением СМ СССР заводу 752 было поручено увеличить мощность производства вдвое в 1955 году и ещё впятеро в 1956 году.
После начала работ по созданию второй очереди производства 6Li, цеха № 105, с 7 января 1958 года был назначен начальником производства, объединившего обе очереди. В мае 1958 года решением комитета по Ленинским премиям награда была присуждена группе участников решения крупнейшей народнохозяйственной и оборонной задачи за «усовершенствование химической технологии». В числе лауреатов были научный руководитель производства Б. П. Константинов, директор завода Я. Ф. Терещенко, главный инженер завода Б. П. Зверев, начальник цеха № 49 В. Н. Эльский.

### Главный инженер КЧХК
В 1960 году В. Н. Эльский был назначен заместителем главного инженера по новой технике и начальником производственно-конструкторского отдела.
После смерти Б. П. Зверева Владимир Никандрович Эльский 10 лет (с 29 марта 1967 года по 31 марта 1977 года) был главным инженером Кирово-Чепецкого химического завода. В этот период под его техническим руководством были реконструированы все основные производства, осуществлено строительство и пуск крупнейшего в Европе завода по выпуску минеральных удобрений, что стало предпосылкой для реорганизации с 3 января 1978 года завода в химический комбинат.
В цехах по наработке гексафторида урана, необходимого для последующего обогащения урана, в 1973—1975 годах была внедрена новая технология по его ректификации для снижения содержания примесей фторидов различных элементов: молибдена — в 300 раз, хрома — в 25, азота и титана — в 10 раз.
В цехах хлорного производства были внедрены электролизёры новой конструкции Р-20М, при этом производительность труда выросла в 4,7 раза, себестоимость снизилась вдвое, расход электроэнергии на 15 %, ртути на 30 %, а также на треть сократилось содержание хлора и ртути в воздухе зала. Удачная конструкция Р-20М не нашла поддержки в организации её производства на каком-либо машиностроительном предприятии, но с успехом используется до настоящего времени. В 1973 году было организовано отделение по покрытию анодов для электролизёров окисло-рутеневым составом.
В производстве фторопластов было реализовано задание министерства от 18 февраля 1965 года на увеличение объёмов их выпуска до 2000 тонн в год. В ходе реконструкции были заменены сборники мономера объёмом 130 литров на 300-литровые, установлены дополнительные реакторы-полимеризаторы, введён двухстадийный процесс полимеризации. В 1969 году был внедрён пиролиз фреона-22 с водяным паром, ставший основным в производстве тетрафторэтилена. Начиная с 1974 года началось внедрение реакторов-полимеризаторов с увеличенным втрое (до 3 м³) объёмом с соответствующим увеличением массы начальной загрузки мономера.
Выпуск заводом уникального по свойствам фторопласта-4 (Ф-4) позволил применять его в условиях собственных производств, использующих высокоагрессивные среды, а затем начать выпуск изделий из него как товарной продукции. В течение 1967—1970 годов были освоены изделия из композиций фторопластов с различными наполнителями (коллоидным графитом, асбестом, стеклом), внедрены литьевые и экструзионные машины. Среди новых изделий появились лента ФУМ, каладированная лента СКЛ, крупнообъёмные сосуды, армированные шланги, манжеты из СКФ-32. Получение свободносыпучего Ф-4 позволило перейти к автоматическому способу прессования. В октябре 1970 года было завершено строительство нового корпуса для размещения производства изделий. Вторая очередь цеха была сдана в 1975 году, в ходе её освоения были разработаны и смонтированы экструзионные линии для изготовления труб диаметром 30÷190 мм длиной более 2 метров. В целом за успехи в области переработки фторопластов в изделия заводом было получено 80 медалей ВДНХ (из которых 3 — золотые).
10 августа 1967 года вышло распоряжение СМ СССР о расширении производства фторсодержащих сополимеров и каучуков. При его реализации одновременно со строительством нового корпуса на всех стадиях производства мономеров и фреонов была проведена замена оборудования на более производительное: внедрены реакторы объёмом 3, 5 и 6 м³, установлены производительные тарельчатые колонны ректификации фреонов-113 и 142в, освоены непрерывные процессы полимеризации фторкаучуков. В 1969—1971 годах были осуществлены работы по разработке способов получения всех видов промышленных фреонов этилового ряда из универсального сырья — винилхлорида.
Новым этапом в истории предприятия стало создание завода по выпуску азотных и сложных минеральных удобрений. Владимир Никандрович Эльский, активный противник его размещения в Кирово-Чепецке (в пользу другой площадки — в Верхошижемском районе Кировской области, — расположенной ниже водозабора областного центра по течению Вятки), столь же активно выступил в поддержку выбора азотнокислотной схемы получения удобрений, предложенной заместителем главного инженера по науке Авраамом Липовичем Гольдиновым и разработанной под его руководством, которая позволила избежать образования ежегодно до полутора миллионов тонн твёрдых отходов.
Строительство завода минеральных удобрений (ЗМУ) было начато в 1973 году. Одновременно велась проработка и изучение технологических процессов будущего завода, проводилась лабораторная и опытно-промышленная проверки азотнокислотной схемы. 26 сентября 1974 года Госплан СССР одобрил выбор азотнокислотной схемы. С 1 ноября 1977 года приказом по заводу были образованы новые цеха: слабой азотной кислоты, аммиака и аммиачной селитры.

### Последние годы
В 1977 году В. Н. Эльский вышел на заслуженный отдых. Являлся персональным пенсионером союзного значения. Скончался 8 апреля 1982 года после болезни сердца. Похоронен на аллее почётных захоронений кладбища Злобино в Кирово-Чепецке

## Награды и премии
- Сталинская премия второй степени (1951) — за разработку технологии производства шестифтористый урана и новых типов смазочных масел, устойчивых в среде шестифтористый урана
- Сталинская премия второй степени (1953) — за разработку и промышленное освоение электролитического метода разделения изотопов лития
- Лауреат Ленинской премии (1958 год)
- Орден Ленина
- три Ордена Трудового Красного Знамени
- Орден «Знак Почёта»
- Медаль «За трудовую доблесть»
- Медаль «За доблестный труд в Великой Отечественной войне 1941—1945 гг.»